# Мождеге
Мождеге (перс. مژدهه) — село в Ірані, у дегестані Джірдег, у Центральному бахші, шагрестані Шафт остану Ґілян. За даними перепису 2006 року, його населення становило 676 осіб, що проживали у складі 167 сімей.

## Клімат
Середня річна температура становить 14,40 °C, середня максимальна – 28,26 °C, а середня мінімальна – -0,38 °C. Середня річна кількість опадів – 951 мм.
| Клімат поселення                              | Клімат поселення | Клімат поселення | Клімат поселення | Клімат поселення | Клімат поселення | Клімат поселення | Клімат поселення | Клімат поселення | Клімат поселення | Клімат поселення | Клімат поселення | Клімат поселення | Клімат поселення |
| Показник                                      | Січ.             | Лют.             | Бер.             | Квіт.            | Трав.            | Черв.            | Лип.             | Серп.            | Вер.             | Жовт.            | Лист.            | Груд.            |                  |
| Середній максимум, °C                         | 10,70            | 11,45            | 12,94            | 17,92            | 21,49            | 26,72            | 28,26            | 28,18            | 23,70            | 21,16            | 17,20            | 12,33            |                  |
| Середня температура, °C                       | 5,16             | 5,91             | 7,39             | 12,39            | 15,95            | 21,18            | 23,94            | 23,83            | 19,35            | 16,82            | 12,87            | 7,98             |                  |
| Середній мінімум, °C                          | −0,38            | 0,39             | 1,84             | 6,84             | 10,40            | 15,65            | 19,60            | 19,49            | 15,01            | 12,48            | 8,54             | 3,64             |                  |
| Норма опадів, мм                              | 100              | 82               | 79               | 54               | 42               | 27               | 21               | 44               | 92               | 142              | 128              | 140              |                  |
| Середньомісячна швидкість вітру, м/с          | 2.26             | 2.32             | 2.40             | 2.30             | 2.30             | 2.48             | 2.50             | 2.34             | 2.12             | 2.02             | 1.92             | 1.93             |                  |
| Середньомісячна сонячна радіація, кДж/м²·день | 6938             | 9052             | 11171            | 15764            | 19965            | 22197            | 23034            | 19678            | 16093            | 11097            | 8725             | 6666             |                  |
| --------------------------------------------- | ---------------- | ---------------- | ---------------- | ---------------- | ---------------- | ---------------- | ---------------- | ---------------- | ---------------- | ---------------- | ---------------- | ---------------- | ---------------- |
| Джерело:                                      |                  |                  |                  |                  |                  |                  |                  |                  |                  |                  |                  |                  |                  |